# Chiesa della Visitazione di Maria Santissima (Albaredo d'Adige)

La chiesa della Visitazione di Maria Santissima è la parrocchiale di Presina, frazione del Comune di Albaredo d'Adige, in provincia e diocesi di Verona; fa parte del vicariato dell'Est Veronese, precisamente dell'Unità Pastorale Albaredo-Ronco.

## Storia
Inizialmente la chiesa era una cappella con un affresco della Beata Vergine Maria su un muro. Fu nel 1683 che il nobile Antonio Malipiero fece ampliare l’edificio, che successivamente divenne proprietà dei Conti Giusti.
La chiesa divenne parrocchiale il 25 gennaio 1939, quando fu eretta la nuova realtà ecclesiale, smembrandola dal territorio della parrocchia di Albaredo d'Adige.

Primo parroco fu il Venerabile don Luigi Bosio, arrivato come rettore a Presina nel 1936 e dove rimarrà fino al 1940.
Nel 2005 si intervenne sull’intero complesso parrocchiale, secondo il progetto dell’architetto Laura Dalla Pellegrina.

## Descrizione

### Esterno

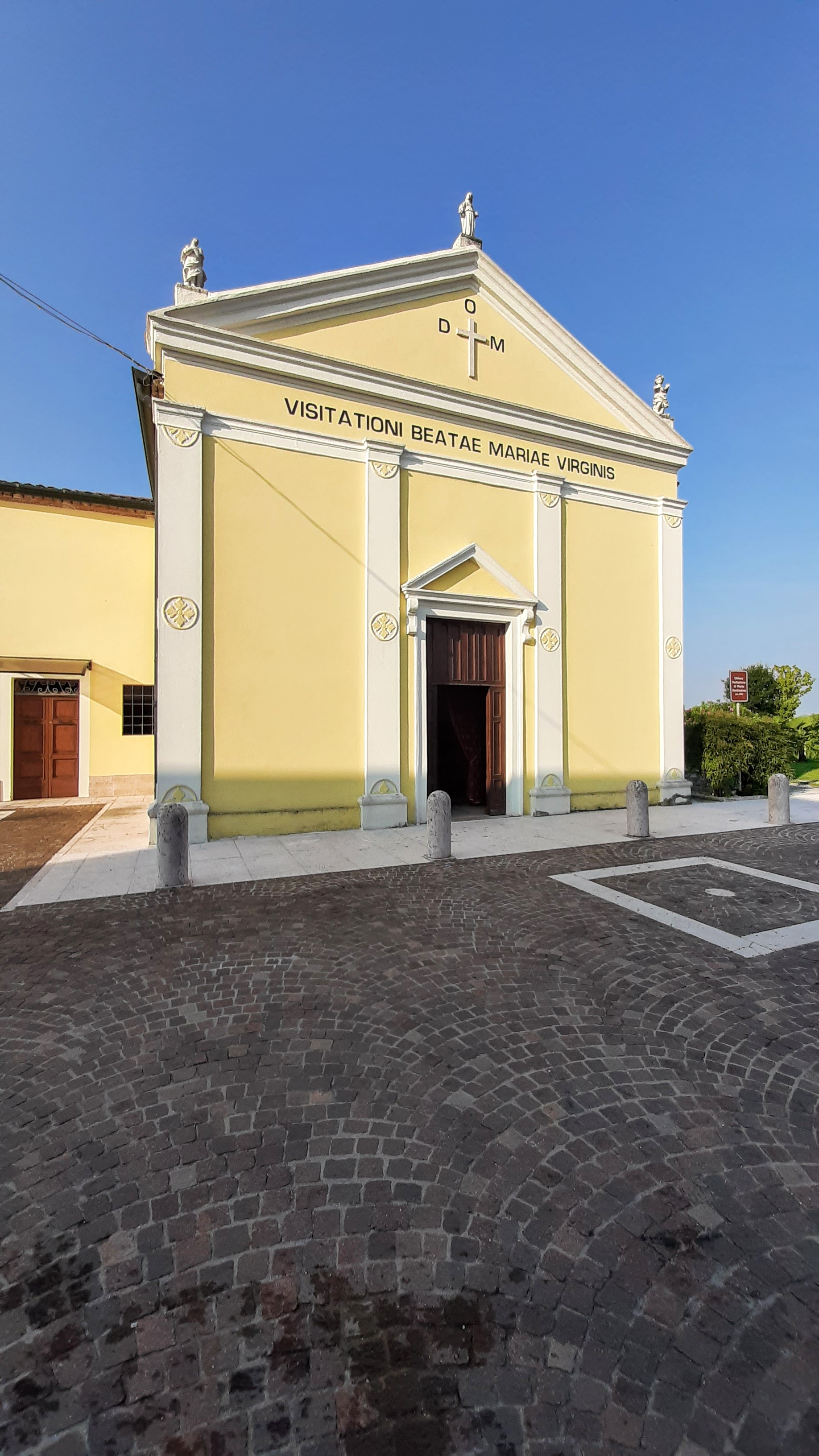
La facciata.

La facciata a capanna, rivolta a nord-est, intonacata, presenta una coppia di lesene che affiancano il portale con timpano, mentre sull’architrave vi è l’iscrizione VISITATIONI BEATAE MARIAE VIRGINIS, che ricorda il titolo della chiesa.

In alto, a chiudere la facciata, vi è il timpano alla cui sommità vi è una statuetta raffigurante la Vergine Maria, mentre lateralmente vi sono altre due statuette raffiguranti due putti.

### Interno
La chiesa presenta un’unica aula a pianta rettangolare, coperta da un controsoffitto piano, con decorazione a tempera a cassettoni con rosetta, mentre al centro vi è il dipinto ‘’Maria in visita a Santa Elisabetta’’.

Il pavimento è in quadrotte alternate di nembro bianco rosato e marmo rosso Verona posate a corsi diagonali.
Le pareti, intonacate e tinteggiate, presentano una cornice alla sommità dipinta a tempera.

Al centro della parete destra è presente la semicappella laterale con l’altare della Madonna, mentre sono due ampie finestre rettangolari a introdurre la luce naturale all’interno della chiesa.
Il presbiterio, rialzato di un gradino, pavimentato in quadrotte di marmo biancone, è stato adeguato liturgicamente tra il 1990 e il 1995 con la realizzazione dell’altare verso il popolo a vasca in nembro bianco-rosato, della sede in sedili in nembro bianco-rosato, con cattedra centrale, a destra rispetto all’altare maggiore preconciliare e dell’ambone, sempre in marmo bianco-rosato con leggio ligneo, rialzato su basamento in marmo rosso Verona, a lato del nuovo altare.
Sulla parete di fondo è addossato l’altare maggiore in marmi policromi, con cornice architettonica in cui è collocata una pala del XVII secolo in cui è incastonato un affresco risalente al Seicento-Settecento raffigurante la ‘’Madonna col Bambino’’. Ai lati dell’altare, in due nicchie, si trovano le statue di San Giuseppe e di San Rocco.
Ai lati del presbiterio vi sono tre archi a tutto sesto, sostenuti da due colonne, in cui si accede a due aule minori per i fedeli. In quella di destra, sotto l’arco centrale, è stato collocato nell’operazione di adeguamento liturgico il fonte battesimale, in marmo rosso Verona.

## Campanile e campane

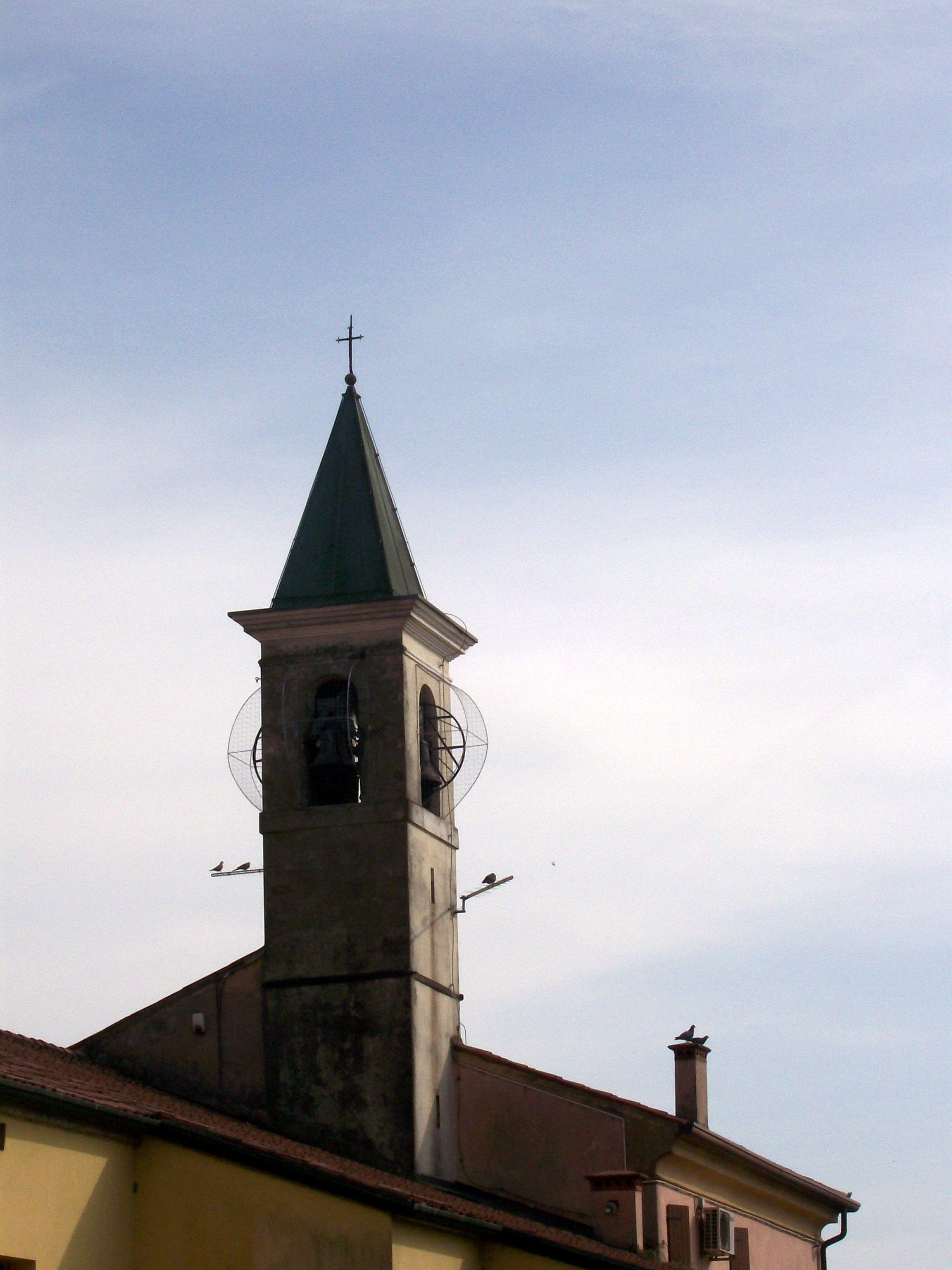
Il campanile prima della tinteggiatura con cui oggi si presenta.

Il campanile, eretto a destra del presbiterio, è a pianta quadrangolare.

La cella campanaria presenta una monofora a tutto sesto per lato, mentre la cuspide è in rame. Al suo culmine vi è una Croce metallica.
Il concerto campanario presente oggi sulla torre è composto da 5 campane in SI3, montate veronese e suonabili manualmente.

Questi i dati del concerto:
1 – SI3 – diametro 730 mm - peso 221 kg - fusa nel 1931 da Cavadini di Verona.
2 – DO#4 – diametro 651 mm - peso 157 kg - fusa nel 1931 da Cavadini di Verona.
3 – RE#4 – diametro 580 mm – peso 107 kg - fusa nel 1931 da Cavadini di Verona.
4 – MI4 – diametro 545 mm – peso 94 kg - fusa nel 1931 da Cavadini di Verona.
5 – FA#4 – diametro 495 mm – peso 74 kg – fusa nel 1931 da Cavadini di Verona.